# 9725 Wainscoat
9725 Wainscoat eller 1981 EE19 är en asteroid i huvudbältet som upptäcktes den 2 mars 1981 av den amerikanska astronomen Schelte J. Bus vid Siding Spring-observatoriet. Den är uppkallad efter Richard J. Wainscoat.
Den tillhör asteroidgruppen Nysa.